# Centro Internacional de la Estampa Contemporánea

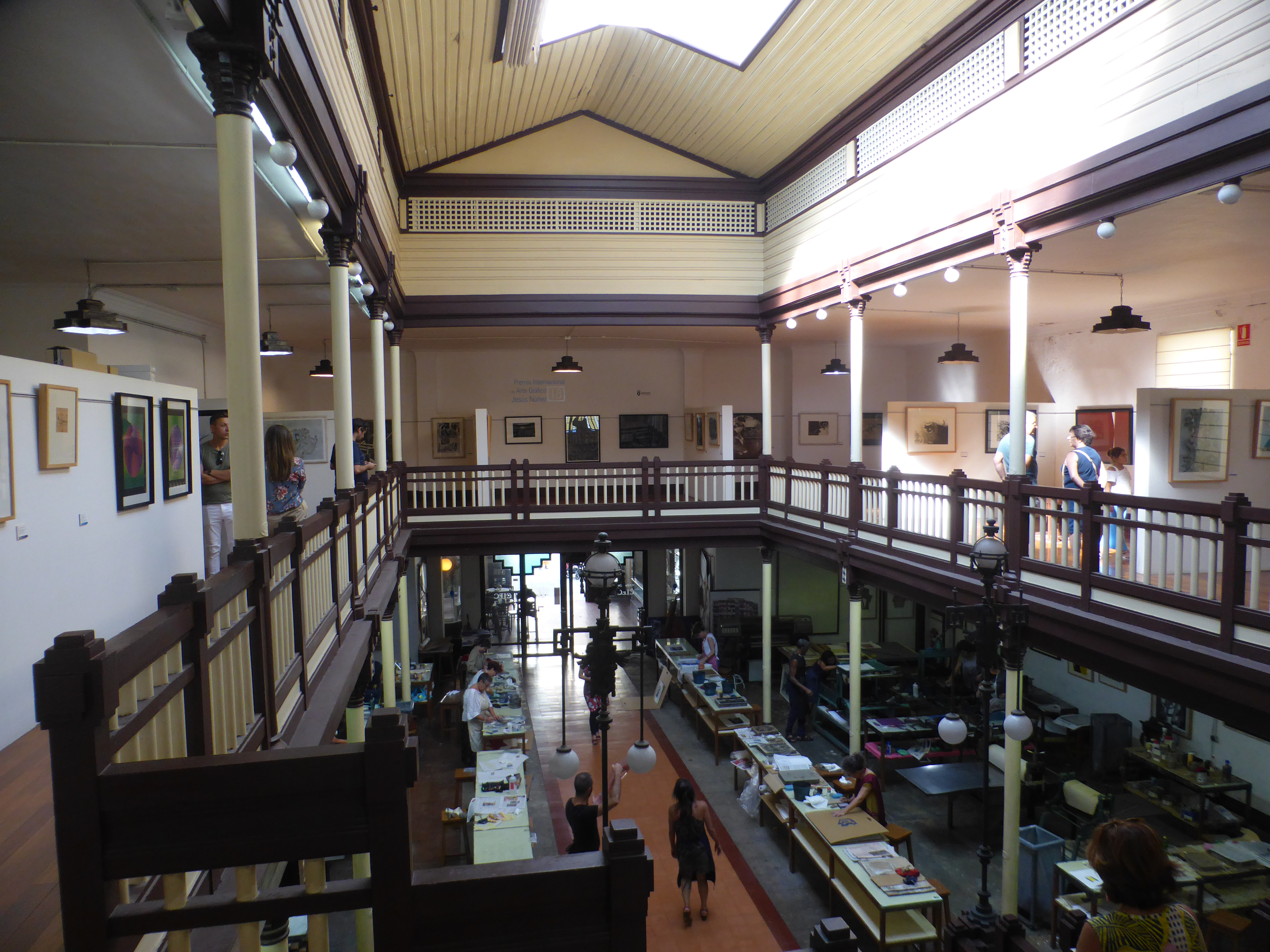
Taller de grabado y sala de exposiciones del CIEC.

La Fundación Centro Internacional de la Estampa Contemporánea (CIEC) es una institución sin ánimo de lucro constituida en Betanzos (La Coruña) en 1997. Su objeto principal es la promoción y difusión del arte gráfico.

## Origen
El germen de la Fundación CIEC fueron los cursos internacionales "Gráfica", que bajo la dirección del artista brigantino Jesús Núñez Fernández se celebran en Betanzos desde 1985. El éxito de estos cursos, especialmente entre estudiantes de Bellas Artes de las universidades del norte de España, propició su establecimiento como escuela permanente de arte, lo que fue posible gracias a su constitución como fundación en 1997.
La colaboración de los empresarios y las instituciones locales (especialmente la Diputación Provincial de La Coruña y el Ayuntamiento de Betanzos), y sobre todo la generosidad de su director, que donó a la Fundación el inmueble donde su ubica su sede y su colección personal de grabado, han hecho posible que en la actualidad este Centro sea uno de los referentes en el arte gráfico a nivel internacional.

## El CIEC en la actualidad
Ubicada en la Casa Núñez de Betanzos, edificio modernista obra del arquitecto Rafael González Villar, y con unas instalaciones de más de 1.500 m², la Fundación CIEC alberga entre sus muros las siguientes instalaciones:
- Talleres: albergan el material necesario para el desarrollo de las técnicas gráficas más comunes: litografía, serigrafía, xilografía, fotografía, técnicas digitales... Cuentan con prensas, laboratorios fotográficos, equipos informáticos y reprográficos, almacenes de secado de soportes, y todo tipo de instrumentos para la elaboración y enseñanza del grabado, y sirven de aulas para la realización tanto de cursos monográficos como de un Máster en Obra Gráfica, dirigido a licenciados en Bellas Artes.

- Biblioteca: nutrida a base de donaciones y de ediciones propias del centro, cuenta asimismo con una base de datos de documentación y eventos relativos al arte gráfico: bienales, exposiciones, convocatorias de premios y concursos...

- Museo de la Estampa Contemporánea: surgido de las obras producidas por profesores y alumnos en el marco de los cursos Gráfica, en la actualidad, y gracias a donaciones y depósitos realizados tanto por particulares como por instituciones, el Museo alberga obras de Pablo Picasso, Salvador Dalí o Joan Miró entre otros. Cuenta además con tres salas monográficas dedicadas a los artistas Jesús Núñez, Luís Seoane y Amadeo Gabino.

- Sala de exposiciones: las paredes de esta sala albergan, con carácter mensual, muestras tanto de artistas consagrados como de jóvenes valores. De entre las colecciones exhibidas destacan las dedicadas a Le Corbusier, Antoni Clavé, Rafael Canogar, Antonio Saura, Luis Feito...